# Shefit Shefiti
Shefit Shefiti (in macedone Шефит Шефити?, Šefit Šefiti; Tetovo, 19 febbraio 1998) è un calciatore macedone naturalizzato albanese, attaccante del Besa Dobërdoll.

## Carriera

### Club
Cresciuto nelle giovanili dello Škendija, con cui debutta nella massima serie macedone nel 2016.
Successivamente ha anche giocato nella prima divisione kosovara.

### Nazionale
Ha giocato nelle nazionali giovanili macedoni Under-18 ed Under-19.
Debutta con la maglia della nazionale albanese Under-21 il 5 giugno 2018, nella partita amichevole vinta per 3-2 contro la Bielorussia.

## Statistiche

### Presenze e reti nei club
Statistiche aggiornate al 25 maggio 2021.
| Stagione        | Squadra         | Campionato      | Campionato | Campionato | Coppe nazionali | Coppe nazionali | Coppe nazionali | Coppe continentali | Coppe continentali | Coppe continentali | Altre coppe | Altre coppe | Altre coppe | Totale | Totale |
| Stagione        | Squadra         | Comp            | Pres       | Reti       | Comp            | Pres            | Reti            | Comp               | Pres               | Reti               | Comp        | Pres        | Reti        | Pres   | Reti   |
| --------------- | --------------- | --------------- | ---------- | ---------- | --------------- | --------------- | --------------- | ------------------ | ------------------ | ------------------ | ----------- | ----------- | ----------- | ------ | ------ |
| gen.-giu. 2016  | Škendija        | PL              | 2          | 0          | CM              | 0               | 0               | UEL                | -                  | -                  | -           | -           | -           | 2      | 0      |
| 2016-2017       | Škendija        | PL              | 4          | 0          | CM              | 0               | 0               | UEL                | 0                  | 0                  | -           | -           | -           | 4      | 0      |
| 2017-2018       | Škendija        | PL              | 19         | 4          | CM              | 2               | 0               | UEL                | 2                  | 0                  | -           | -           | -           | 23     | 4      |
| 2018-2019       | Škendija        | PL              | 18         | 4          | CM              | 2               | 3               | UCL+UEL            | 5+1                | 0                  | -           | -           | -           | 26     | 7      |
| 2019-gen. 2020  | Škendija        | PL              | 8          | 0          | CM              | 0               | 0               | UCL+UEL            | 0+0                | 0                  | -           | -           | -           | 8      | 0      |
| Totale Škendija | Totale Škendija | Totale Škendija | 51         | 8          |                 | 4               | 3               |                    | 8                  | 0                  |             | -           | -           | 63     | 11     |
| gen.-giu. 2020  | Renova          | PL              | 4          | 0          | CM              | 1               | 0               | -                  | -                  | -                  | -           | -           | -           | 5      | 0      |
| 2020-2021       | Renova          | PL              | 31+1       | 8+2        | CM              | 0               | 0               | UEL                | 2                  | 1                  | -           | -           | -           | 34     | 11     |
| Totale Renova   | Totale Renova   | Totale Renova   | 35+1       | 8+2        |                 | 1               | 0               |                    | 2                  | 1                  |             | -           | -           | 39     | 11     |
| Totale carriera | Totale carriera | Totale carriera | 86+1       | 16+2       |                 | 5               | 3               |                    | 10                 | 1                  |             | -           | -           | 102    | 22     |

### Cronologia presenze e reti in nazionale
| Cronologia completa delle presenze e delle reti in nazionale ― Albania under 21 | Cronologia completa delle presenze e delle reti in nazionale ― Albania under 21 | Cronologia completa delle presenze e delle reti in nazionale ― Albania under 21 | Cronologia completa delle presenze e delle reti in nazionale ― Albania under 21 | Cronologia completa delle presenze e delle reti in nazionale ― Albania under 21 | Cronologia completa delle presenze e delle reti in nazionale ― Albania under 21 | Cronologia completa delle presenze e delle reti in nazionale ― Albania under 21 | Cronologia completa delle presenze e delle reti in nazionale ― Albania under 21 |
| Data                                                                            | Città                                                                           | In casa                                                                         | Risultato                                                                       | Ospiti                                                                          | Competizione                                                                    | Reti                                                                            | Note                                                                            |
| ------------------------------------------------------------------------------- | ------------------------------------------------------------------------------- | ------------------------------------------------------------------------------- | ------------------------------------------------------------------------------- | ------------------------------------------------------------------------------- | ------------------------------------------------------------------------------- | ------------------------------------------------------------------------------- | ------------------------------------------------------------------------------- |
| 5-6-2018                                                                        | Elbasan                                                                         | Albania under 21                                                                | 3 – 2                                                                           | Bielorussia under 21                                                            | Amichevole                                                                      | 1                                                                               |                                                                                 |
| 8-6-2018                                                                        | Elbasan                                                                         | Albania under 21                                                                | 1 – 1                                                                           | Bielorussia under 21                                                            | Amichevole                                                                      | -                                                                               | 51’                                                                             |
| Totale                                                                          |                                                                                 | Presenze                                                                        | 2                                                                               |                                                                                 | Reti                                                                            | 1                                                                               |                                                                                 |

## Palmarès

### Club

#### Competizioni nazionali
- Coppa di Macedonia: 2

Škendija: 2015-2016, 2017-2018
- Campionato macedone: 2

Škendija: 2017-2018, 2018-2019